# Calibre (relojería)

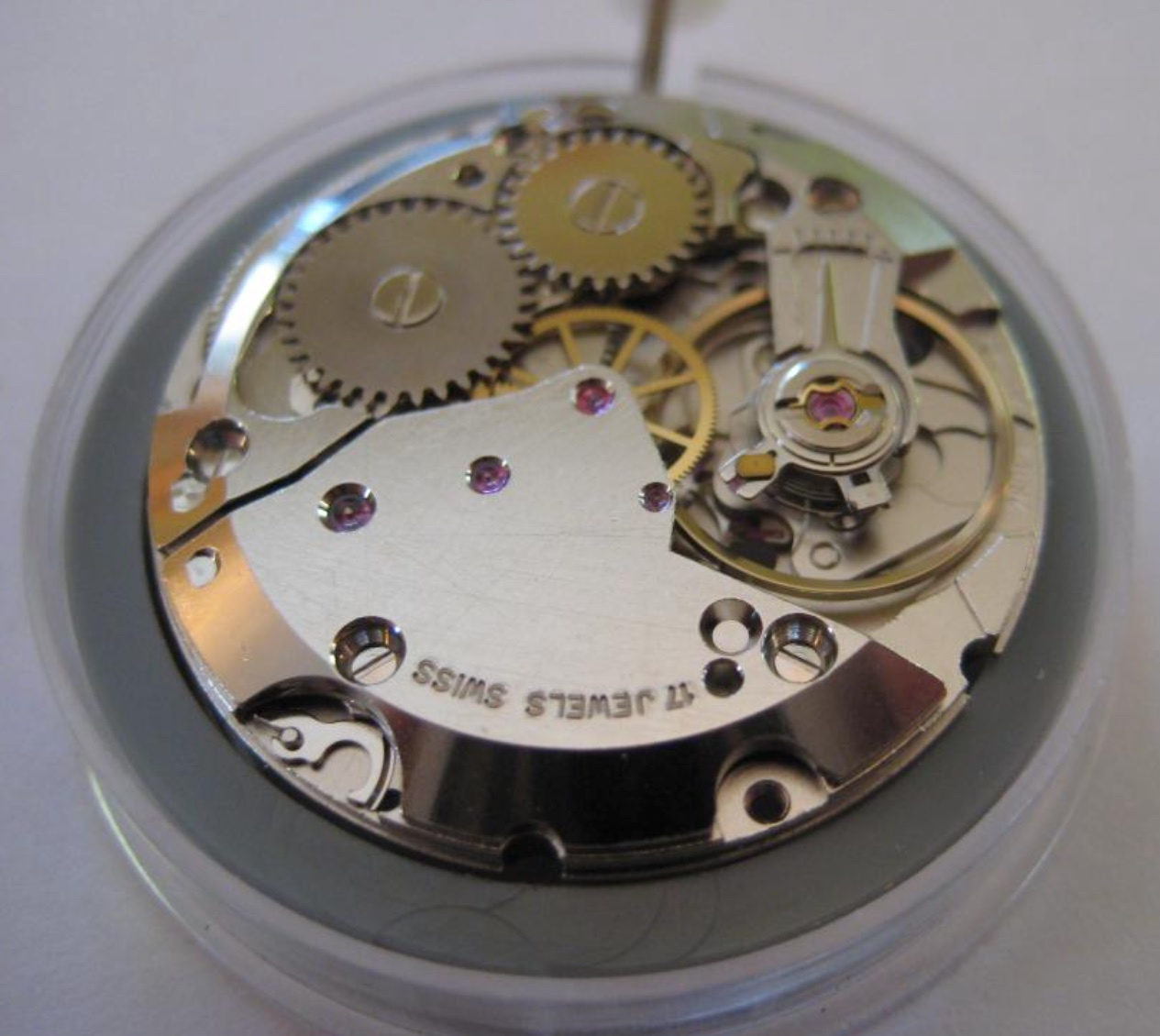
Un calibre mecánico suizo ETA 2801, con una medida de 11,5 líneas (25,944 mm)

En relojería, un calibre es una denominación que designa a un determinado tipo de movimiento. Originalmente, representaba una dimensión (a menudo expresada en líneas) con la que se definía su tamaño. Según las normas aduaneras internacionales, la indicación precisa del calibre debe aparecer en cada documento aduanero (factura) en el momento de la exportación. Estas indicaciones han adquirido una importancia cada vez mayor desde el vertiginoso ascenso de las falsificaciones, en la lucha de las marcas de relojes suizos por salvaguardar su patrimonio y el prestigio del sello Swiss made.

## Significado

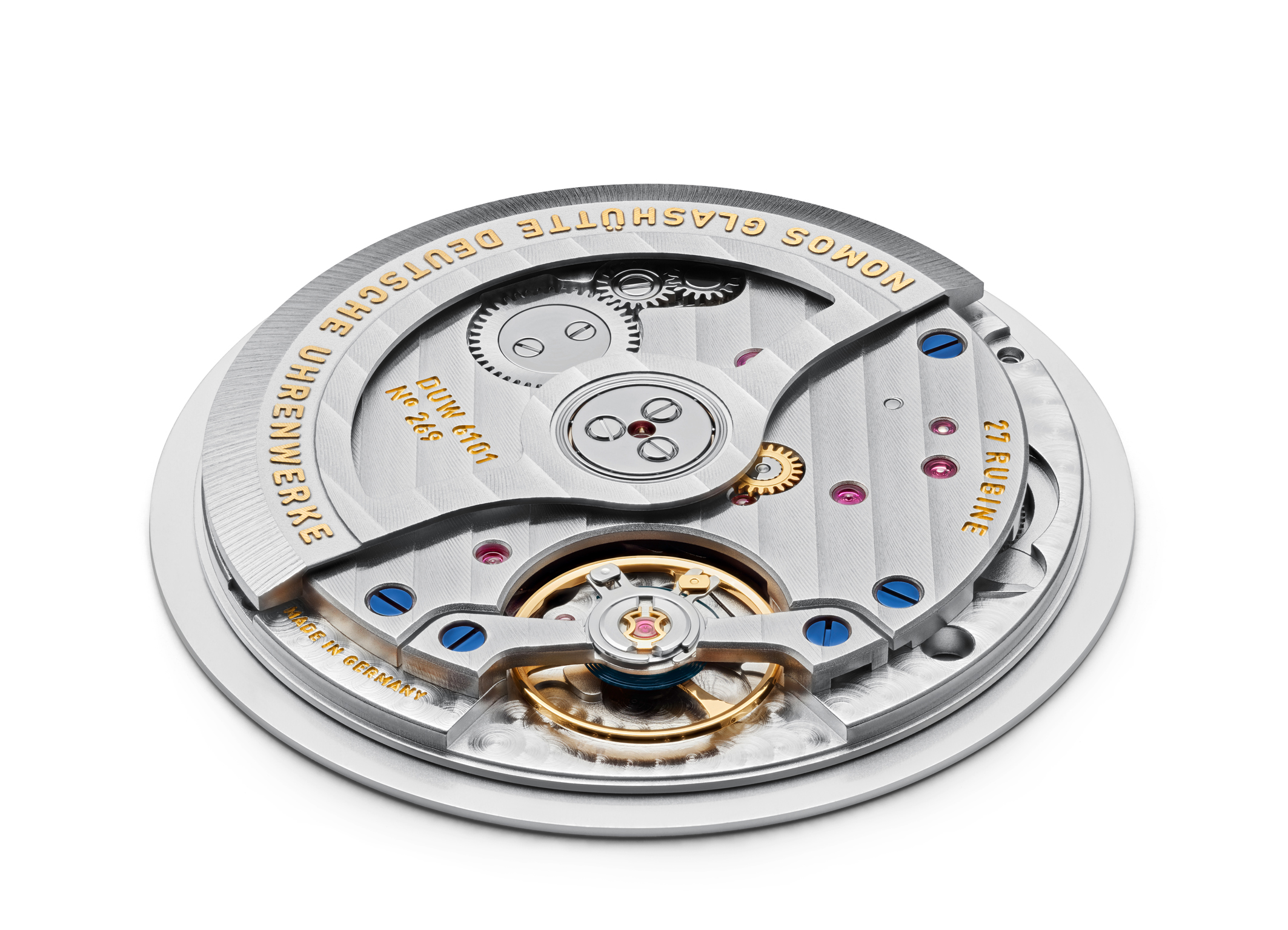
Calibre automático Neomatic Nomos con fecha (DUW 6101)

El término sigue teniendo dos significados en relojería:
1. Una referencia o código de serie de un movimiento mecánico (basado en su forma y su tipología), que incluye un código de reparación asociado necesario para realizar pedidos o una identificación precisa del movimiento.
2. El tamaño del movimiento (normalmente su diámetro), generalmente dado en medidas de longitud históricas como líneas (1 línea parisina corresponde a 2,256 mm) o sizes (un size, literalmente tamaño en inglés, corresponde a 0,8466 mm).[3] El “size del movimiento americano” y el “size del calibre de Lancashire” inglés miden lo mismo.

El calibre de cada movimiento es un dato clave para los talleres de reparación de relojes, que les permite identificar las piezas de repuesto adecuadas para el mecanismo de relojería sobre el que se va a trabajar.

## Tipos de calibres
Hay calibres para hombre o para mujer, mecánicos, automáticos, de cuarzo o híbridos. La denominación asignada a cada calibre de cada marca permite reconocer su origen. En Suiza, la marca del fabricante se encuentra debidamente registrada en la Oficina Federal de Marcas, así como en la Fédération de l'industrie horlogère suisse. Cada movimiento debe ir provisto de la indicación de su calibre.
Cuando la aguja del segundero dispone de una pequeña esfera propia, los calibres se denominan savonnette (con la esfera del segundero situada a 90° del eje de la corona) o lépine (con la esfera del segundero alineada con el eje de la corona).

## Ejemplos
- Calibre: ETA 2892–A2[5]

Indica que se trata de un movimiento mecánico con carga automática, rotor con rodamiento de bolas, dispositivo de parada de segundero, reserva de marcha de aproximadamente 42 horas, fabricado por ETA SA Manufacture Horlogère Suisse (y que sigue utilizándose en muchos países).
- Calibre: 10½'

Significa un diámetro del movimiento de 10,5 líneas (23,69 mm).